# Пустошка
Пустошка (рус. Пустошка) насељено је место са административним статусом града на западу европског дела Руске Федерације. Налази се у јужном делу Псковске области и административно припада Пустошком општинском рејону чији је уједно и административни центар. Град је основан 1901. године као железничка станица уз Московско-виндавску железницу.
Према проценама националне статистичке службе за 2016. у граду је живело 4.186 становника.

## Географија
Пустошка се налази у централном делу Пустошког рејона, односно на југу Псковске области. Град лежи на равничарском подручју на обалама реке Крупјанке, на неких 191 km југоисточно од административног центра области, града Пскова, односно на око 550 km западно од Москве.
Кроз град пролазе два значајна међународна аутопута − М9 „Балтија” и М20 Санкт Петербург−Псков−Минск. Кроз град такође пролази и железничка пруга на линији Москва−Рига.

## Историја
Пустошка је основана као насеље уз жлезничку станицу на деоници Московско-виндавско-рибинске железнице званично отворене 9. септембра 1900. године. Приликом градње железничке станице од локалних сељака из оближњег села Звјаги купљено је пусто и необрадиво земљиште (рус. пустошь) те је по томе и сама железничка станица, али и насеље које се развило око ње добило име Пустошка.
Чим је пруга пуштена у промет око железничке станице су почели да се насељавају бројни становници из околних села, углавном занатлије и трговци, али и радници запослени на одржавању пруге. Све до Октобарске револуције варошица се налазила у границама тадашњег Себешког округа Витепске губерније, а након што је Витепска губернија укинута 1924. Пустошка и цела та област прелазе у границе Псковске губерније.
Варошици Пустошки је 6. јуна 1925. званично додељен административни статус града. Две године касније успостављен је и Пустошки општински рејон, административна јединица у саставу Великолушког округа тада Лењинградске области.
У фебруару и марту 1942. године немачки окупатори су у селу основали логор за комунисте и Јевреје у ком је побијено више од 1.000 особа, противника нацистичког окупаторског режима. Град су ослободиле јединице Црвене армије 27. фебруара 1944. године. Град је из Другог светског рата изашао готово потпуно разрушен.
У границама садашње Псковске области град је од 1957. године.

## Демографија
Према подацима са пописа становништва 2010. у граду је живело 4.619 становника, док је према проценама националне статистичке службе за 2016. град имао 4.186 становника.
| 1939. | 1959. | 1970. | 1979. | 1989. | 2002. | 2010. | 2016. |
| ----- | ----- | ----- | ----- | ----- | ----- | ----- | ----- |
| 2.600 | 3.325 | 4.502 | 5.313 | 6.305 | 5.509 | 4.619 | 4.186 |